# Robledo (Pinofranqueado)
Robledo es una pedanía del municipio español de Pinofranqueado, perteneciente a la provincia de Cáceres, en la comunidad autónoma de Extremadura. Está ubicada en la comarca de Las Hurdes.

## Geografía
Esta pequeña alquería de la comarca de Las Hurdes está ubicada al norte de la provincia, en la vertiente sur de la Peña de Francia, en el valle formado por el río Esperabán, al sur de la sierra de la Corredera y al este de la sierra de Gata. Perteneció al partido judicial de Granadilla.
Pertenece al partido judicial de Plasencia y el núcleo urbano más cercano es Muela.
El acceso a la localidad se realiza por la carretera local CC-156 que tiene su inicio en la  autonómica EX-204, de Salamanca a Coria a la altura de Pinofranqueado (PK 42+970).

## Historia
A mediados del siglo XIX, el lugar, descrito como una alquería, tenía 14 casas y pertenecía ya a Pinofranqueado. La localidad aparece descrita en el decimotercer volumen del Diccionario geográfico-estadístico-histórico de España y sus posesiones de Ultramar de Pascual Madoz de la siguiente manera:

ROBLEDO: alq. del concejo del Pino-franqueado, en la prov.de Cáceres, part. jud. de Granadilla, térm. de las Hurdes: sit. en la pendiente de una sierra: tiene 14 casas como todas las del pais. pobl.: 13 vec. En los demás estremos con el concejo.
(Madoz, 1849, p. 523)

## Demografía
En el año 1981 contaba con 104 habitantes, concentrados en el núcleo principal, pasando a 69 en 2007, 66 en 2008, y 60 en 2009.

## Lugares de interés
Destaca en la localidad la arquitectura tradicional hurdana y de los paisajes en el valle del río Esperabán. Destaca su gran piscina natural siendo una de las más grandes de las Hurdes.
Su arquitectura natural hurdana con sus casa de pizarra y piedra .
Su gente se dedica especialmente a la apicultura y la agricultura .siendo la mayor parte apicultores dedicados a la recolección de miel y polen .